# Bugny
Bugny är en kommun i departementet Doubs i regionen Bourgogne-Franche-Comté i östra Frankrike. Kommunen ligger i kantonen Montbenoît som tillhör arrondissementet Pontarlier. År 2022 hade Bugny 248 invånare.

## Befolkningsutveckling
Antalet invånare i kommunen Bugny
Referens:INSEE